# Il Libro Malazan dei Caduti
Il Libro Malazan dei Caduti (The Malazan Book of the Fallen) è una saga fantasy epico scritta dall'autore canadese Steven Erikson. La serie principale è composta da dieci volumi, il cui primo si intitola I giardini della Luna (Gardens of the Moon). In Italia la pubblicazione è terminata nel 2016 con l'ultimo romanzo, intitolato Il dio storpio.

## Storia editoriale
Il mondo Malazan è stato originariamente creato da Steven Erikson e Ian Cameron Esslemont nel 1982 come ambientazione per giochi di ruolo utilizzando una versione modificata di Dungeons & Dragons. Nel 1986, dopo aver adottato il sistema GURPS, il mondo è diventato molto più grande e complesso. È stata poi sviluppata la sceneggiatura cinematografica intitolata I giardini della luna. Quando questa non ha trovato interesse, i due scrittori hanno deciso di scrivere ciascuno una serie ambientata nel loro mondo. Steven Erikson ha scritto I giardini della Luna, come un romanzo nel 1991-92, ma non fu pubblicato fino al 1999. Nel frattempo, ha scritto diversi romanzi non fantasy. Quando ha venduto I giardini della Luna, ha accettato un contratto per ulteriori nove volumi della serie. Il contratto con Bantam UK valeva 675 000 £, la cifra più alta mai pagata per una serie fantasy.
La prima storia ambientata nel mondo Malazan da Ian Cameron Esslemont, il romanzo Notte dei coltelli (Night of Knives), è stato pubblicato in edizione limitata da PS Publishing nel 2004 e poi da Bantam nel Regno Unito nel 2007. Il secondo romanzo, Return of the Crimsom Guard, è stato pubblicato nel 2008, con una edizione limitata PS Publishing che precede la Bantam nel Regno Unito. Il terzo romanzo ha il titolo Stonewielder ed è stato pubblicato nel 2010.
Steven Erikson ha indicato che i due autori collaboreranno su The Encyclopedia Malaz, una guida estesa alla serie.
La saga di Erikson è notevolmente articolata e racconta la storia di un ampio cast di personaggi e di fatti che si svolgono in tutto il mondo dove è situato l'impero Malazan. Per quanto riguarda i primi cinque romanzi, ogni volume può essere considerato relativamente indipendente dagli altri, in quanto le vicende narrate si rivelano grosso modo autoconclusive. Ciò nonostante sono presenti molteplici sottotrame, e numerosi sono gli eventi che si intrecciano per tutta la durata della serie.
Da notare che il titolo inglese dell'opera (The Malazan Book of the Fallen), nella prima edizione dell'Armenia Edizioni, è stato tradotto erroneamente in italiano con La caduta di Malazan, mentre una traduzione più rispettosa delle intenzioni dell'autore (oltre che della lingua inglese), sarebbe stata Il libro Malazan dei Caduti, riferendosi al libro dei caduti napoleonico. Le pubblicazioni della prima edizione si sono interrotte nel 2013 con la pubblicazione della prima parte dell'ottavo libro. Nel 2015 la nuova Armenia srl ha pubblicato una seconda edizione che ha previsto l'uscita, con un nuovo formato, di tutti i libri precedentemente pubblicati, compreso l'ottavo, completo anche della seconda parte e ha corretto la traduzione del titolo della saga.

## Trama
La storia discussa nei romanzi fino a oggi copre un arco temporale di oltre 300 000 anni e non è stata pienamente rivelata. Erikson ha dichiarato che ha mantenuto la storia del suo mondo volutamente ambigua. La storia del mondo è profondamente legata alle varie lotte tra le razze che popolano il mondo. Utilizzando i punti di vista di personaggi estremamente longevi, e attraverso alcune scene del passato antico, Steven Erikson rivela i dettagli del mondo, la sua storia, e i suoi abitanti.

## Elenco delle opere

### Libro Malazan dei Caduti
1. 1999 - I giardini della Luna (Gardens of the Moon)
2. 2000 - La dimora fantasma (Deadhouse Gates)
3. 2001 - Memorie di ghiaccio (Memories of Ice)
4. 2002 - La casa delle catene (House of Chains)
5. 2004 - Maree di mezzanotte (Midnight Tides)
6. 2006 - I cacciatori di ossa (The Bonehunters)
7. 2007 - Venti di morte (Reaper's Gale)
8. 2008 - I segugi dell'ombra (Toll the Hounds)
9. 2009 - La polvere dei sogni (Dust of Dreams)
10. 2011 - Il Dio Storpio (The Crippled God)

### Altri romanzi del ciclo Malazan
1. Notte dei coltelli (Night of Knives), 2005, di Ian Cameron Esslemont
2. Return of the Crimson Guard, 2008, di Ian Cameron Esslemont
3. Stonewielder, 2010, di Ian Cameron Esslemont
4. Orb, Sceptre, Throne, 2012, di Ian Cameron Esslemont
5. Blood and Bone, 2012, di Ian Cameron Esslemont
6. Assail, 2014, di Ian Cameron Esslemont

### Racconti
1. Blood Follows, 2002
2. The Healthy Dead, 2004
3. The Lees of Laughter's End, 2007
4. Crack’d Pot Trail, 2009
5. The Wurms of Blearmouth, 2012

### Altre Opere
- The Encyclopedia Malaz

## Struttura della saga
La saga non è raccontata in modo lineare. Molte sottotrame si sviluppano contemporaneamente. Con il proseguire della saga i collegamenti tra le varie sottotrame diventano sempre più chiari. Erikson stesso ha confermato che la saga consiste di tre trame principali, paragonabile ai tre vertici di un triangolo.
La prima trama si sviluppa sul continente di Genabackis dove le armate dell'Impero Malazan combattono contro le città-Stato per il dominio del continente. Un'unità di élite dell'esercito Malazan, gli Arsori di Ponti, è al centro di questa trama, sebbene con il procedere della storia i loro nemici, i Tiste Andii comandati da Anomander Rake e l'armata di mercenari di Caladan Brood, diventano anch'essi protagonisti. Ne I giardini della Luna si racconta del tentativo dell'esercito Malazan di conquistare la città di Darujhistan. Memorie di ghiaccio, il terzo volume della serie, riprende la trama del primo libro raccontando l'alleanza dell'armata Malaz, ormai dichiarata fuorilegge dall'Impero, con i suoi precedenti nemici per fronteggiare un nuovo, comune nemico: il Dominio di Pannion. Toll the Hounds, l'ottavo libro della serie, ritorna su Genabackis qualche mese dopo poiché nuove minacce si presentano per Darujhistan e i Tiste Andii, che ora controllano la città di Black Coral.
La seconda trama si sviluppa sul continente di Sette Città e descrive la sollevazione delle popolazioni locali contro il dominio Malazan. Nel secondo libro La dimora fantasma viene descritto lo scoppio della rivolta e lo spostamento incessante dell'esercito Malazan ribelle che accompagna i circa 40 000 sfollati per più di 1 500 miglia (2 400 km) nel continente. Questo mix di soldati e rifugiati è chiamato Catena dei Cani. Il quarto romanzo, La casa delle catene, vede la continuazione di questa storia con l'arrivo dei rinforzi Malazan - il 14º esercito - portare la guerra ai ribelli guadagnandosi così l'appellativo di Cacciatori di Ossa.
La terza trama, introdotta con Maree di mezzanotte, si sviluppa nel continente di Lether e segue il conflitto tra Letherii e Tiste Edur e le manipolazioni a cui questi ultimi sono soggetti da parte del Dio Storpio. Gli eventi del romanzo si svolgono in contemporanea a quelli descritti nei libri precedenti e sono correlati tramite un flashback di un personaggio già visto del quarto volume.
Il sesto libro, I cacciatori di ossa, combina tutti e tre i filoni principali della saga, con il degradato esercito Malazan di Genabackis che si riunisce con l'armata a Sette Città per sedare definitivamente la rivolta. Contemporaneamente, le flotte del neo-proclamato Impero Letherii perlustrano il globo alla ricerca di un campione degno di poter affrontare in battaglia l'immortale imperatore, destando così l'inimicizia dell'Impero Malazan. Il settimo libro, Venti di morte, vede il 14º esercito Malazan approdare nel continente Letheri.

## Cronologia degli eventi narrati
È difficile fare un calendario preciso degli eventi, tuttavia è possibile predisporre una cronologia sommaria. Le date fanno riferimento al Sonno di Burn, come il calendario usato dall'Impero Malazan.
- Notte dei coltelli (Night of Knives) (1154)
- Blood Follows (circa 1154)
- The Lees of Laughter's End (circa 1154)
- The Healthy Dead (c. 1158)
- Maree di Mezzanotte (la data è sconosciuta, però all'interno del libro ci sono riferimenti a fatti accaduti durante I Giardini della Luna)
- I Giardini della Luna (1163)
- La Dimora Fantasma e Memorie di Ghiaccio (1163–64)
- La Casa delle Catene (1164, con gli eventi narrati nel prologo che si svolgono alcuni anni prima)
- I Cacciatori di Ossa (1164–65)
- Return of the Crimson Guard (circa 1165, subito dopo gli eventi dei Cacciatori di Ossa)
- Venti di Morte (circa 1165-66)
- Toll the Hounds (circa 1169-70, ma ci sono dei conflitti con le date degli altri libri)
- Dust of Dreams (data sconosciuta, però sicuramente dopo gli eventi narrati in Venti di Morte)
- Stonewielder (dopo Return of the Crimson Guard)
- The Crippled God (data sconosciuta)

L'ordine di lettura consigliata è l'ordine di pubblicazione (con l'eccezione di Return of the Crimson Guard, che l'autore raccomanda di leggere prima di Toll the Hounds), piuttosto che l'ordine cronologico.

## Ambientazioni
La serie si sviluppa su un pianeta, anche se ci sono ampie sequenze che si svolgono all'interno dei Canali (altri regni o piani di esistenza magici). Questo pianeta è simile alla Terra, anche se la sua dimensione non è conosciuta, ed è stato abitato da razze intelligenti per molto più tempo. Maree di mezzanotte conferma che ci sono almeno sei continenti, anche se nella serie si fa uso frequente del termine 'subcontinente' che non rende chiaro quali masse terrestri sono considerati continenti o subcontinenti. Le masse più importanti sono Sette Città, Quon Tali, Genabackis, Jacuruku, Korelri, Assail e il continente che contiene Lether e l'impero Tiste Edur. La differenza tra il numero dei continenti e le masse nella serie si spiega perché Quon Tali e Sette Città sono considerati come un unico continente anche se sono separati.

### Sette Città
A Sette Città si svolgono i fatti narrati nei libri La dimora fantasma, La casa delle catene , I cacciatori di ossa e contiene il Deserto Santo Raraku dove avvengono molti dei fatti principali della serie. È definito come un subcontinente e solo la parte orientale viene mostrata sulle mappe. Il suo nome deriva dalle sette città sante (Aren, Karakarang, Ubaryd, Ehrlitan, Karashimesh, Yath Alban e Ugarat), anche se esistono altre grandi centri abitati come Hissar, Panpot'sun e G'danisban. Il subcontinente è costituito da vaste aree di terreno incolto e deserto noto come 'Odhans'. Nel subcontinente si include anche la grande isola Otataral (dove si estrae il minerale grezzo anti-magia), che si trova al largo della costa nord-orientale. La regione mappata di Sette Città si estende per quasi 2 800 leghe da est a ovest e più di 1 800 leghe da nord a sud. La parte occidentale non è stato mappata, ma è stata descritta nel libro I cacciatori di ossa , dove viene rivelato che tre nazioni (Nemil, Perish e l'Impero SHAL-Morzinn) si trovano a ovest dello Jhag Odhan e delle terre delle tribù Trell.

### Quon Tali
Il continente di Quon Tali è stato visto brevemente nei I giardini della Luna e La dimora fantasma, ma è più esplorato nel libro Return of the Crimsom Guard. È la patria dell'Impero Malazan e si trova a sud di Sette Città. La catena di isole Falar si trova al largo della costa nord-orientale. Quon Tali si estende per oltre 500 leghe da est a ovest e per circa 780 leghe da nord a sud (tra cui le isole Falar), ed è l'unico continente a essere mappato nella sua interezza.

### Genabackis
Nel continente di Genabackis sono ambientati i romanzi I giardini della Luna, Memorie di ghiaccio, Toll the Hounds e una lunga sequenza all'inizio di La casa delle catene. Genabackis si trova a est di Sette Città e Quon Tali, dopo il Seeker's Deep (che i nativi chiamano Oceano Meningalle). La parte mappata di Genabackis - che assomiglia a una "L" - si estende per oltre 600 leghe da est a ovest e più di 1 000 leghe da nord a sud. La zona nord è controllata dall'Impero Malazan, mentre la sua area centrale si ritiene sia controllata da una coalizione di città guidata da Darujhistan. La sua costa meridionale non compare sulle cartine nei libri. Tuttavia, vi è menzione di due importanti luoghi che si trovano a sud del continente. Morn, noto soprattutto per le costruzioni K'Chain Che'Malle e i tumuli Jaghut, e la città di Elingarth città d'origine delle leggendarie Spade Grigie (l'esercito giurato al Cinghiale dell'estate) e la Gilda del Commercio Trygalle.

#### Darujhistan
Darujhistan è la più ricca e importante delle Città Libere nel continente Genabackis. Conta 300 000 abitanti e ha avuto origine dopo una lunga battaglia tra i Forkrul Assail, Jaghut e i T'lan Imass, la lotta si è conclusa con la partenza dei Forkrul Assail e la sepoltura degli Jaghut. La caccia ai tesori tra i resti Jaghut ha portato alla nascita delle tribù umane Gadrobi. I campeggi e le baraccopoli, con il tempo, hanno originato la città Darujistan. È anche conosciuta come la "Città del Fuoco Blu", perché le sue vie sono illuminate a gas naturale (presente in abbondanza nelle colline) che bruciando dona alla città una luce azzurra.

### Jacuruku
Il continente di Jacuruku è apparso solo in un flashback. Questo territorio è descritto come un 'continente sorella' di Korelri. È stato in gran parte distrutto in una devastante guerra avvenuta molte decine di migliaia di anni prima della serie. Prima dell'uscita del libro I cacciatori di ossa, alcuni fan discutevano se Jacuruku esisteva ancora o se l'intero continente era stato spazzato via dal mondo durante gli eventi nel prologo di Memorie di ghiaccio. Tuttavia, il sesto libro ci conferma che Jacuruku esiste ancora, e in Venti di morte, alcuni personaggi dicono di averlo visitato recentemente.

### Korelri
Il continente Korelri si trova a sud di Quon Tali e si compone di due subcontinenti: Korel e Stratem. Si dice che sia stato gravemente danneggiato dalla caduta del Dio Storpio, lasciando centinaia di piccole isole lungo le coste e molti laghi al suo interno. In Night of Knives e I cacciatori di ossa scopriamo che una potente razza di stregoni conosciuti come Stormriders abitano nel mare tra Quon Tali e Korelri. Korelri è difeso da loro da una massiccia fortificazione che si estende lungo la costa nord, conosciuta come Stormwall e custodita da fanatici religiosi guerrieri devoti alla signora Beata, una sacerdotessa che ha conseguito poteri divini attingendo forza dai resti del Dio Storpio. L'isola di Malaz è abbastanza vicina alla costa settentrionale di Korelri, separata da uno stretto. Dai Memorie di ghiaccio sappiamo che Stratem una volta era il luogo dove vivevano i K'Chain Che'Malle prima della loro migrazione ed estinzione.

### Assail
Il continente Assail si trova tra Genabackis e il continente Letherii ed è ritenuta la parte più pericolosa e ostile del mondo Malazan. I mercenari della Guardia Cremisi e alcuni T'lan Imass sono noti per avere impegni sul continente. I Malazan sono a conoscenza dell'esistenza di Assail e della Costa Wrecker, ma l'Impero ha scelto di non fare incursioni proprio a causa dei pericoli estremi presenti sulla terra. È noto da Memorie di ghiaccio che il continente è dominato da un leader umano (o che lo era) i cui eserciti sono abbastanza potenti da distruggere le forze dei T'lan Imass.

### Lether
Nel continente Lether si narrano le vicende dei romanzi Maree di mezzanotte, Venti di morte, Dust of Dreams e The Crippled God.Per l'impero Malzan si trova dall'altra parte del globo. Le parti mappate del continente viste in Maree di mezzanotte si estendono per oltre 600 leghe da nord a sud e per quasi 700 leghe da est a ovest. Le mappe presenti in Venti di morte e in The Crippled God sono significativamente più grandi, ma non hanno una scala.